# بورگ (شپریوالد)
بورگ (به آلمانی: Burg) یک شهر در آلمان است که در Burg واقع شده‌است. بورگ ۴٬۵۸۲ نفر جمعیت دارد.